# Melvil Poupaud
Melvil Poupaud (ur. 26 stycznia 1973 w Paryżu) – francuski aktor, reżyser, scenarzysta i producent filmowy.

## Życiorys

### Wczesne lata
Jego imię zostało zaczerpnięte od amerykańskiego powieściopisarza i poety Hermana Melville’a przez jego matkę Chantal Poupaud. Ma brata Stanislasa znanego jako Yarol Poupaud, gitarzysta francuskiej grupy rockowej F.F.F. (Fédération Française de Fonk; „Fonk” to miks słów Rock i Funk) powstałej w 1987 roku na przedmieściach Paryża. 
W wieku dziesięciu lat Melvil nagrywał kamerę wideo krótkie filmy w swojej sypialni. Rok później zadebiutował na dużym ekranie w dramacie fantasy Miasteczko piratów (La ville des pirates, 1984). 

### Kariera
Mając piętnaście lat otrzymał nominację do nagrody Cezara za rolę Thomasa w melodramacie Piętnastolatka (La Fille de 15 ans, 1989). W melodramacie Jeana-Jacques’a Annauda Kochanek (The Lover, 1991) pojawił się jako młodszy brat.
Rola Niemca w komediodramacie Normalne ludzie są niewyjątkowi (Les Gens normaux n'ont rien d'exceptionnel, 1993) przyniosła mu kolejną nominację do Cezara. Następnie zagrał postać syna aptekarza w dramacie Elisa (Élisa, 1994) u boku Vanessi Paradis i Gérarda Depardieu. W komedii romantycznej Érica Rohmera Opowieść letnia (Conte d'été, 1996) wystąpił jako zakochany student, który spędza wakacje w bretońskim miasteczku Dinard. W dreszczowcu Genealogia zbrodni (Généalogies d'un crime, 1996) z udziałem Michela Piccolia i Andrzeja Seweryna jako socjopatyczny zabójca swojej ciotki-psychoanalityczki (Catherine Deneuve) zdobył wiele pochwał krytyków. W adaptacji powieści Marcela Prousta Czas odnaleziony (Le Temps retrouvé, 1999) jako książę de Foix partnerował takim sławom jak Catherine Deneuve, Emmanuelle Béart, Vincent Pérez, John Malkovich i Patrice Chéreau.
W 2002 roku zrealizował swoją pierwszą solową płytę „Simple appareil”. Zagrał francuskiego męża, który rozwodzi się z amerykańska poetką (Naomi Watts) w zaawansowanej ciąży w komedii romantycznej Jamesa Ivory Rozwód po francusku (Le Divorce, 2003) u boku Kate Hudson, Thierry'ego Lhermitte, Glenn Close i Jeana-Marca Barr. Za postać odnoszącego sukcesy fotografa mody, który dowiaduje się, że cierpi na raka w dramacie François Ozona Czas, który pozostał (Le Temps qui reste, 2004) z Jeanne Moreau został uhonorowany nagrodą na festiwalu filmowym w Valladolid (Hiszpania). W filmie Andy’ego i Larry’ego Wachowskich Speed Racer (2008) pojawił się jako komentator sportowy.
Zasiadał w jury Złotej Kamery na 68. MFF w Cannes (2015).

## Filmografia

### Filmy fabularne
| Rok   | Tytuł                                                              | Rola                              |
| ----- | ------------------------------------------------------------------ | --------------------------------- |
| 1984  | Miasteczko piratów (La ville des pirates)                          | Malo                              |
| 1985  | Wyspa skarbów                                                      | Jim Hawkins                       |
| 1985  | L'éveillé du Pont de l'Alma                                        | Michel                            |
| 1989  | La Fille de 15 ans                                                 | Thomas                            |
| 1991  | Kochanek (L'Amant)                                                 | młodszy brat                      |
| 1993  | A la belle étoile                                                  | Mathieu                           |
| 1993  | Archipel                                                           | Michel Rivière                    |
| 1993  | Les Gens normaux n'ont rien d'exceptionnel                         | Niemiec                           |
| 1994  | Fado, większy i mniejszy (Fado majeur et mineur)                   | Antoine                           |
| 1994  | Elisa (Élisa)                                                      | syn aptekarza                     |
| 1994  | 3000 scénarios contre un virus (segment Bavardages en sida mineur) |                                   |
| 1994  | La Vie de Marianne (TV)                                            | Valville                          |
| 1995  | Hillbilly Chainsaw Massacre                                        | Ron                               |
| 1995  | Tamte pomyślne dni (Le Plus bel âge...)                            | Axel                              |
| 1995  | Trzy życia i tylko jedna śmierć (Trois vies & une seule mort)      | Martin                            |
| 1995  | Le Plus bel âge                                                    | Axel                              |
| 1995  | Niewinne kłamstwa (Les Pêchés mortels)                             | Louis Bernard                     |
| 1996  | Le Journal du séducteur                                            | Grégoire Moreau                   |
| 1996  | Opowieść letnia (Conte d'été)                                      | Gaspard                           |
| 1996  | Genealogia zbrodni (Généalogies d'un crime)                        | René                              |
| 1997  | Marianne                                                           | Valville                          |
| 1997  | Nasze jest niebo (Le Ciel est à nous)                              | Lenny                             |
| 1998  | Souvenir                                                           | Charles                           |
| 1998  | Kidnaperzy (Les Kidnappeurs)                                       | Armand Carpentier                 |
| 1999  | Czas odnaleziony (Le Temps retrouvé)                               | książę de Foix                    |
| 2000  | Korzeń Serca (A Raiz do Coração)                                   | Vicente Corvo                     |
| 2000  | Combat d’amour en songe                                            | Paul                              |
| 2000  | La Chambre obscure                                                 | Bertrand                          |
| 2001  | Reines d'un jour                                                   | Ben                               |
| 2002  | Uczucia (Les Sentiments)                                           | Jacques                           |
| 2003  | Rozwód po francusku (Le Divorce)                                   | Charles-Henri de Persand          |
| 2003  | Hotel Shimkent (Shimkent hôtel)                                    | Alex                              |
| 2004: | Czas, który pozostał (Le Temps qui reste)                          | Romain                            |
| 2004: | TerapiaEros (Je suis votre homme)                                  | Bruno                             |
| 2005  | Ce film est projeté dans 1 salle(s)                                |                                   |
| 2007  | Zagubiony człowiek (Un Homme Perdu)                                | Thomas                            |
| 2007  | Szukając miłości (Broken English)                                  | Julien                            |
| 2007  | W kierunku do zera (L'Heure zéro)                                  | Guillaume Neuville                |
| 2008  | Świąteczne opowieści (Un Conte de Noël)                            | Ivan                              |
| 2008  | Speed Racer                                                        | komentator Johnny 'Goodboy' Jones |
| 2008  | Otwarcie (The Brøken)                                              | Stefan Chambers                   |
| 2009  | Lucky Luke (Lucky Luke)                                            | Jesse James                       |
| 2010  | Inny świat (L'autre monde)                                         | Vincent                           |
| 2012  | Na zawsze Laurence (Laurence Anyways)                              | Laurence Alia                     |
| 2019  | Oficer i szpieg (J'accuse)                                         | mecenas Labori                    |

### Seriale TV
- 1994: 3000 scénarios contre un virus
- 1994: La Vie de Marianne jako Valville

### Filmy krótkometrażowe
- 1984: Qui es-tu Johnny Mac? jako Johnny Mac/Zabójca (także scenariusz i reżyseria)
- 1994: Boulevard Mac Donald (także scenariusz i reżyseria)
- 1999: Quelque chose (także scenariusz i reżyseria)
- 2001: Rémi jako Rémi (także scenariusz i reżyseria)
- 2003: Pronobis jako Philippe/bliźniak Philippe’a (także scenariusz i reżyseria)
- 2006: Melvil jako Melvil (także scenariusz i reżyseria)